# Rakówka (dopływ Bobrka)
Rakówka – potok w województwie śląskim, prawostronny dopływ Bobrka o długości 4,6 km i powierzchni zlewni 14,35 km². 
Potok rozpoczyna bieg w Strzemieszycach Małych w Dąbrowie Górniczej i przepływa uregulowanym korytem przez dzielnicę Strzemieszyce Wielkie, uchodząc w pobliżu granicy administracyjnej miasta do Bobrka. W pobliżu ujścia przebiega szlak turystyczny o nazwie "Szlak Metalurgów".